# جتين كونكور
جتين كونكور (بالتركية: Çetin Güngör)‏ هو لاعب كرة قدم تركي في مركز الدفاع، ولد في 7 يونيو 1990 في إسطنبول في تركيا. شارك مع فريق تركيا الوطني لكرة القدم للشباب ومنتخب تركيا تحت 19 سنة لكرة القدم ومنتخب تركيا تحت 20 سنة لكرة القدم. أما مع النوادي، فقد لعب مع آلتاي إزمير وأضنة سبور وتشايكور ريزه سبور وشانلي أورفا سبور وغازي عنتاب سبور وغلطة سراي.

## وصلات خارجية
- جتين كونكور على موقع اتحاد تركيا (لاعب) (الإنجليزية)
- جتين كونكور على موقع قاعدة بيانات كرة القدم.إي يو (الإنجليزية)
- جتين كونكور على موقع عالم كرة القدم.نت (الإنجليزية)